# Famille Albore
 (mai 2015).
La famille d'Albore (ou Dalbore) est une famille patricienne de Venise.

## Historique
Elle est originaire d'Cittanova (Eraclea). Elle donna des tribuns à Venise et un Orso (+992), vicaire de l'Église San Cassiano, fut élu évêque de Castello en 981. Ils furent inclus dans la noblesse dominante à la clôture du Maggior Consiglio, mais s'éteignirent en 1371 avec un Marin ou un Zuane, juge au Magistrato del Proprio.

## Armes

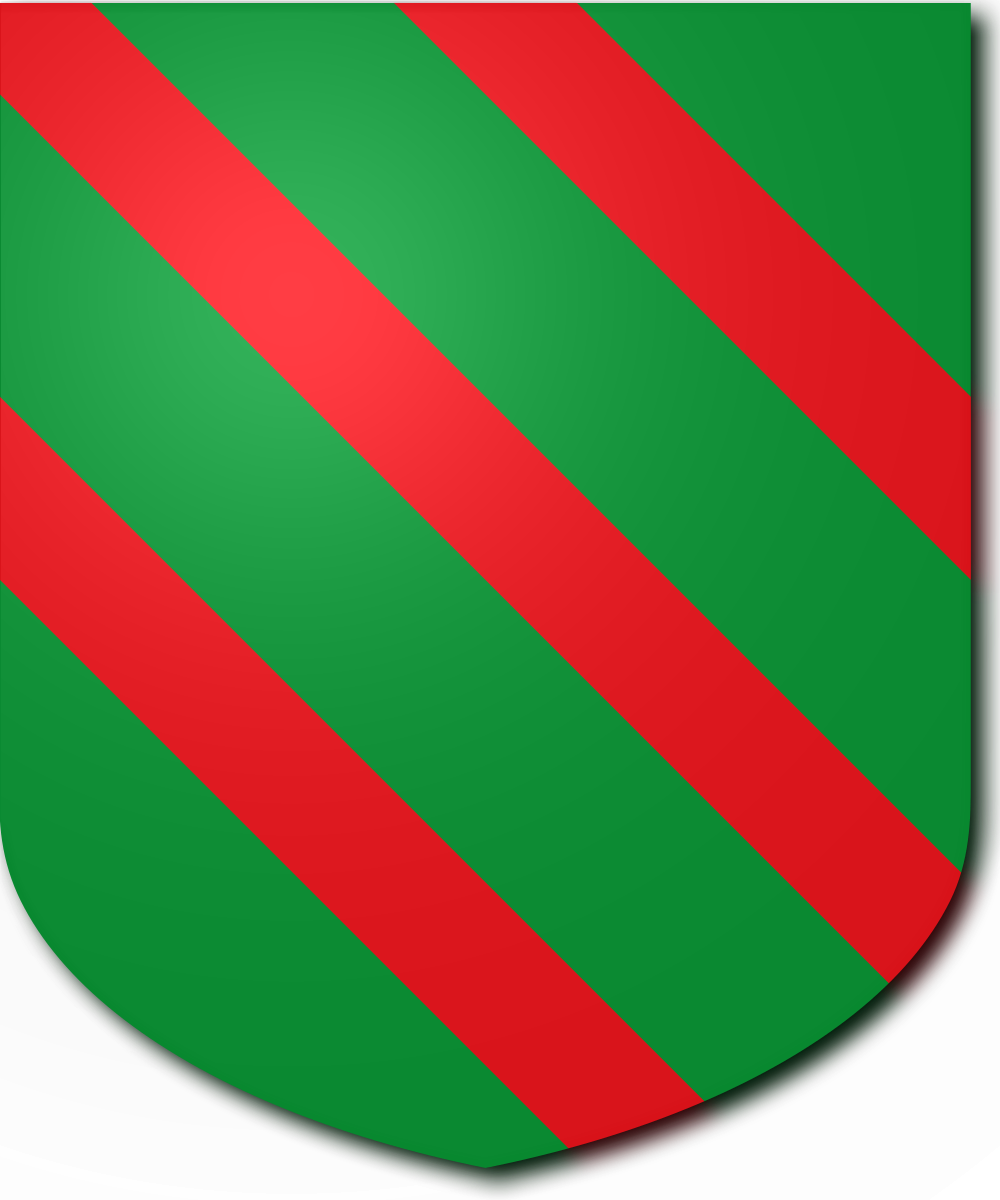
Les armes des Albore